# Недамир
Недамир (пол. Niedamir) — слов'янське ім'я, що значить «той, що не дає спокою».
Іменини: 14 лютого та 16 листопада. Жіноча форма: Недамира, Недаміж (пол. Niedamirz).
Відомі носії
- Недамир — волинський купець початку XII століття,
- Недамир — персонаж серії творів «Відьмак» Анджея Сапковського, король.